# To wszawe nagie życie
To wszawe nagie życie – polsko-niemiecki film biograficzny z 1998 roku opowiadający o Heinrichu George'u.

## Opis fabuły
Heinrich George był niemieckim aktorem, który zaczął karierę w filmie niemym. Chociaż przed dojściem nazistów do władzy był aktywnym członkiem Niemieckiej Partii Komunistycznej, to w latach 30. i w okresie II wojny światowej można go było oglądać w wielu faszystowskich filmach propagandowych. Po wojnie George razem z żoną i dziećmi zostali uwięzieni przez Armię Czerwoną w Sachsenhausen. George zmarł podczas operacji wyrostka w 1946 roku.

## Obsada
- Vadim Glowna – Heinrich George
- Heikko Deutschmann – Porucznik

i inni